# Гари Пейтън Ръкавицата
Гари Дуейн Пейтън „Ръкавицата“ (на английски: Gary Dwayne Payton) е роден на 23 юли 1968 г. в Оукланд, Калифорния.
Син на Ал и Ани Пейтън. Женен е за Моник, с която имат 3 деца. Има и още едно дете от извънбрачна връзка. Висок е 193 см и тежи 82 кг. Средната му статистика на мач за кариерата е 16,3 точки, 6.7 асистенции и 1.8 откраднати топки.
Кариерата му преминава през няколко отбора на НБА, но е известен най-много с престоя си в „Сиатъл Суперсоникс“ /избран под номер 2/, където прекарва 13 години от кариерата си и където държи рекорда за отбелязани точки, асистенции и откраднати топки. Други отбори, в които е играл, са „Милуоки Бъкс“, „Лос Анджелис Лейкърс“, „Бостън Селтикс“ и „Маями Хийт“, с които и става шампион през 2006 г.
Прякора си спечелва заради уменията си в защита, след като опазва Кевин Джонсън от „Финикс Сънс“ на финалите на запад през 1993 г., братовчед му казва, че го е държал като бейзболна топка в ръкавица. След този случай Пейтън не веднъж доказва, че заслужава прякора си, като опазва най-силните противникови гардове и е сред лидерите на лигата по откраднати топки.
Считан за един от най-добрите плеймейкъри, той е единственият, печелил наградата за най-добър защитник на годината през 1996 г. Избиран е 9 пъти в първия отбор на дефанзивните играчи, НБА рекорд, който споделя с Майкъл Джордан, Кевин Гарнет и Коби Браянт.
Също така участва и 9 пъти в мача на звездите на НБА. През 2013 г. влиза и в Залата на Славата. Златен медалист от олимпийските игри през 1996 в Атланта и 2000 в Сидни. Любимият му баскетболист като малък е Джордж Гървин – Ледения. Казва, че най-трудният му съперник е Джон Стоктън, а движението, за което би заплатил на играч да научи, е небезизвестния кросоувър на Тим Хардуей. Любимите му филми са „Superfly“ и „Harlem Nights“. Голям фен е на Дан Марино.

## Гимназия и колеж
Гимназиалните баскетболни години прекарва в гимназия „Скайлайн“ в Оукланд, където е роден, заедно с бившия играч в НБА Грег Фостър. След това преминава в колежа на Университета на Орегон. По време на втората му година там оценките му рязко спадат и го заплашва изгонване. Баща му успява да го съсредоточи и да го вкара пак в правия път, с което му позволяват да играе пак на колежанско ниво. За 4-те си години там Гари успява да стане сред най-популярните състезатели на колежа в цялата му история. През 1990 г. е на корицата на авторитетното „Sports Illustrated“ като най-добрия колежански баскетболист в страната. По времето когато завършва, държи рекорди на колежа за точки, тройки, асистенции и кражби (рекорд, който все още е негов).

## Национална баскетболна асоциация
„Свръхзвуковите“ /1990 – 2003/ – избран е под номер 2 в драфта през 1990 /номер 1 е Дерик Коулман/. Влизайки в лигата с огромни очаквания от хората и медиите, Ръкавицата изкарва първите два сезона трудно и посредствено като отбелязва само по 8.2 точки на мач. Обаче много скоро след това набира скорост и се доказва като един от най-добрите на своя пост и заедно с Шон Кемп заформят от най-вълнуващите и любими на много фенове тандеми „Sonic Boom“, запазената марка на която са алей-упите, които Пейтън хвърля към Кемп със затворени очи понякога или гледайки камерата. Избран е в първия отбор на НБА през 1998 и 2000 г., във втория през 1995, 1996, 1997, 1999, и 2002 г. и в третия през 1994 и 2001 г. 9 пъти в отбора на звездите и в отбора на дефанзивните играчи. В годината, в която стигат финалите, завършват сезона с 64 победи под ръководството на Джордж Карл.
„Елените и Езерняците“ /2003 – 2004/ – в средата на сезон 2002/3 Сиатъл го заменя за Рей Алън в сделка, която включва 5 баскетболисти. Така Пейтън доиграва останалите 28 мача в Милуоки. След края на сезона като свободен агент, заедно с Карл Малоун – „Пощальона“, преминава в шампионския отбор на ЛА Лейкърс с цел да вземе така мечтания пръстен. Но там е затруднен от стратегията на Фил Джаксън /триъгълното нападение/, понеже не може да влиза под коша да играе 1в1 с гръб на другите гардове, игра с която Пейтън беше известен и с която беше добър и също така дрибъла му беше лимитиран /нападението е изградено изцяло предимно от пасове. Въпреки контузии на Шак, Малоун и Браянт, „Езерняците“ съумяват да спечелят 56 мача този сезон. Стават шампион на запад като преминават през „Ракетите“, „Шпорите“ и „Вълците“, но на финала губят от силния отбор на „Детройт Пистънс“ с резултат 4 – 1.
„Келтите“ /2004 – 2005/ – преди сезона Пейтън заедно с Рик Фокс са пратени в Бостън за Чъки Аткинс, Джумейн Джоунс и Крис Мим. Въпреки че е недоволен от размяната той все пак започва като титуляр сезона, но на 24 февруари 2005 г. е изпратен в Атланта за Антоан Уокър. Ястребите го освобождават веднага и Гари се завръща в Бостън като свободен агент след една седмица. Доиграва сезона при тях като титуляр и спечелват Атлантическата дивизия, но отпадат в първи кръг на плейофите от „Индиана Пейсърс“.
„Горещите“ /2005 – 2006/ – на 22 септември 2005 г. подписва за 1 г. договор на стойност от 1.1 млн. и обединява сили пак с Уокър и Шак, в отбора играе още и неизгрялата звезда дотогава на Дуейн Уейд. Така той най-накрая спечелва заветния пръстен след 16 години професионална кариера.

## Личност
Добре известен на всички с плямпането си по време на мачове (trash talk) и влизането под кожата на противници, неговата запазена марка е отворена уста и клатеща глава (His trademark open-mouth, bobbing-head style on the court LOL) го докарва до почетното трето място във вечната ранглиста по технически фалове (първи е Джери Слоан, втори – Рашийд Уолас). С това си спечелва и репутацията на конфликтна, трудна личност и леко егоцентричната му натура в съблекалните. Заради тези си качества е глобяван и наказван не един път от ръководството на Сиатъл в последните му няколко години там. В по-късни години може да се каже, че израства и много играчи, като Шак и Уолкър казват, че са имало страхотно преживяно време, докато играят заедно. Също така влиза и в ролята на лидер и пример за по-младите баскетболисти около него. Малко хора знаят, че Джейсън Кид е израснал покрай Пейтън и е бил всеки ден с него в тийнейджърските си години.

## Стил на игра
Много велики играчи се изказват ласкаво за „Ръкавицата“.
- Гудрич /съотборник на Джери Уест/: „Гари Пейтън е вероятно най-завършения гард, който е имало някога“;
- Кевин Джонсън: „Със сигурност от най-добрите играли някога“;
- Баркли през 1999: „Той е най-добрия в света“;
- Джордж Карл за ерата, когато играе Пейтън: „Не знам кой друг ще изберете за плеймейкър. Някои казват Джейсън Кид, е.... всеки път когато се изправят един срещу друг, Гари печели този двубой“.

28-и във вечната ранглиста за отбелязани точки и 8-и при асистенциите описват невероятни му нюх в нападение, но защитата е това, с което си заслужава респекта на всички. Въпреки че не е добър стрелец, той играе физически баскетбол, който идваше в повече на повечето плеймейкъри. Доста често се случва да бележи след изолация и да надмогва своите противници с игра типична за центровете... с гръб. Трети в ранглистата за откраднати топки и десети между гардовете за борби под коша.

## Интересни факти
Единствения баскетболист в НБА достигал 20 000 точки, 5000 борби, 8000 асистенции и 2000 кражби в кариерата си, когато се отказва от активна кариера:
- 21-ви по точки (21 813)
- 7-и по асистенции (8966)
- 3-ти по кражби (2445)
- 7-и по изиграни минути (47 117)
- 8-и по изиграни мачове (1335)
- 6 пъти на корицата на Sports Illustrated
- 2 пъти на корицата на Slam Magazine

За цялата си кариера има само 25 пропуснати мача, като има 2 поредици от по над 350 поредни изиграни срещи.
Бори се да върне Сиатъл на картата на НБА